# Karl Beckmann (Autor)
Karl Beckmann (* 24. Februar 1882 in Köln; † nach 1958) war ein deutscher Studienrat und Autor.

## Leben
Er war der Sohn des Rechnungsrates, Obertelegraphensekretärs und Postamtsvorstehers Ernst August Beckmann und dessen Ehefrau Elisabeth geborene Norrenberg. Nach dem Besuch der Gymnasiums studierte er an der Universität und promovierte zum Dr. phil. Er wirkte danach als Gymnasiallehrer und Studienrat in Köln. Bekannt wurde er durch das Verfassen zahlreicher Lehrbücher und Aufsätze über Literatur-  und Kunstgeschichte, Philosophie sowie Erziehungs- und Unterrichtswesen.
Karl Beckmann heiratete 1913 Emmi Weise, die 1932 verstarb.

## Schriften (Auswahl)
- Französisches Lesebuch für Realschulen und die mittleren Klassen realer Vollanstalten, Bielefeld, Leipzig: Velhagen und Klasing, 1907.
- Französisches Lesebuch für Realschulen und die mittleren Klassen realer Vollanstalten – mit 3 Übersichtskarten und 31 in den Text gedruckten Abbildungen und Kartenskizzen, Bielefeld, Leipzig: Velhagen und Klasing, 1914.
- Das Staatliche Friedrich-Wilhelm-Gymnasium und Realgymnasium zu Köln. 1825–1925. Hundert Jahre deutscher Kulturarbeit am Rhein. Festschrift zur Jahrhundertfeier der Anstalt am 18. und 19. Oktober 1925, Köln: Verlag Oskar Müller, 1925.
- Die geistige Gestalt Oskar Jägers. Zu seinem 100. Geburtstag am 26. Oktober 1930, Köln: Neubner, 1930.
- Johann Jakob Merlo als Dichter, Köln, 1932.